# 劇場版 仮面ライダーディケイド オールライダー対大ショッカー
『劇場版 仮面ライダーディケイド オールライダー対大ショッカー』（げきじょうばん かめんライダーディケイド オールライダーたいだいショッカー）は、2009年8月8日より東映系で公開された、日本の映画作品。特撮テレビドラマシリーズ平成仮面ライダーシリーズの『仮面ライダーディケイド』の映画化作品にあたる。同時上映作品は『侍戦隊シンケンジャー 銀幕版 天下分け目の戦』。
キャッチコピーは「時空を超えて、集結せよ。究極のヒーロームービー誕生!!」、「オールライダー大決戦!」。

## 概要
「平成仮面ライダー」10周年記念作品・「平成仮面ライダー」10作記念作品。
本作品は、『ディケイド』のテレビシリーズに端を発した「平成仮面ライダー10周年プロジェクト」の第2弾「平成仮面ライダー10th 夏の陣」という位置付けであり、テレビシリーズにおけるクロスオーバー要素をさらに拡大させた作品となっている。
クウガからキバまでの平成仮面ライダーのみに留まらず、1号からBLACK RXまでの昭和仮面ライダー、Vシネマ・映画という媒体で登場したシン・ZO・J、次回作のWを含めたオールライダーが一堂に会する作品である。タイトルは1972年に公開されたライダーシリーズ初の劇場版『仮面ライダー対ショッカー』を踏襲しており、タイトルロゴも当時のシリーズを意識したデザインとなっている。過去にもアトラクションショーなどで「歴代ライダー全員集合」と銘打った物は存在したが、正式な映像作品としては初めてのことである。またZXやクウガなど、一部の仮面ライダーは本作品が映画作品初登場となった。
敵側も歴代シリーズの悪の組織が結集した大ショッカーが登場。『仮面ライダー』の死神博士と地獄大使、『X』のキングダーク、『BLACK』の大神官ビシュムとシャドームーン、『BLACK RX』のジャーク将軍を始めとする、昭和と平成ライダーと戦った各シリーズの怪人たちが多数登場している。劇場版オリジナルの怪人は一切登場していないが、一部のキャラクターは新規にデザインが起こされている。
前作『超・電王&ディケイド』と同様に、劇場版が初出の新フォーム（ジャンボディケイドライバー・仮面ライダーディケイド コンプリートフォーム ジャンボフォーメーション・仮面ライダークウガ ライジングアルティメット）が登場する。加えて本作品では新フォームのみならず、次作品『仮面ライダーW』の仮面ライダーWが放送開始に先駆けて登場。以降の劇場版作品においても、一部の例外を除き次回作の主役ライダーの登場が恒例化することとなる。
ゲスト俳優には、大杉漣・大浦龍宇一に加え、本作品ならびにテレビシリーズの主題歌を担当するGACKTが出演。また、倉田てつを・賀集利樹を始めとするシリーズの過去の出演者も多数出演している（詳細は#キャストの項目を参照）。

### テレビシリーズとの関連性
本作品は『ディケイド』の物語にピリオドを打つ作品という位置づけであったが、本作品のエンドロール後に『仮面ライダー×仮面ライダー W&ディケイド MOVIE大戦2010』の公開が発表され、テレビシリーズの結末もこちらにて描かれる形となった。
多少の相違点も見られるものの、講談社版のムック『仮面ライダーディケイド RIDE THE DECADE』には、「テレビシリーズの第29 - 30話の間に起こった出来事と推測される」と記されており、小学館から出版されている『仮面ライダーディケイド 超全集・下巻』のストーリーガイドでも「アマゾンの世界」と「ライダー大戦の世界」の間に本作品の項目が挿入されている。
また本作品ではディケイドライバーとディエンドライバーの出自、士に実際に妹がいたことなどが明かされており、テレビシリーズの後日譚となる『W&ディケイド』でも、これらを踏まえた描写が随所に盛り込まれている。

## あらすじ
仮面ライダーディケイドこと門矢士が訪れた、「とある世界」。そこでは、なぜか士の撮った写真は像を歪めることがなかった。
ポケットに入っていた鍵を見た士の脳裏に、突然ある洋館が思い浮かぶ。士が取り戻したわずかな記憶を頼りに洋館にたどり着くと、そこには士の妹と名乗る少女門矢小夜がおり、士はここが自分の世界だと確信する。
しかしこの世界でも「世界の崩壊」は進行していた。小夜に仕える月影ノブヒコは、世界の崩壊の原因が各世界に生まれたライダーたちにあると言い、それを止めるためには、「最強のライダー」をたった1人決めなくてはならないと告げる。そのことを聞いた士は、ライダートーナメントの開催を決める。各世界を旅した士という存在が橋渡しとなり、戦うライダーたち。
しかし、その戦いの裏には各世界の悪の組織により構成された組織大ショッカーの陰謀が隠されていた。ライダートーナメントの決着とともに士と月影の挙動が怪しくなり、スタジアムが崩壊。気絶したユウスケと夏海はスタジアム地下から現れた大ショッカーの基地へと連れて行かれてしまう。
夏海を追ってやってきた栄次郎は、突如大ショッカーの大幹部の一人・死神博士に変身し、さらに士が現れて、本当の正体を明らかにする。士は、大ショッカーの大首領であり、各世界の仮面ライダーが引き合うことが原因で引き起こされる世界の崩壊を防ぐための、ライダー討伐が彼の真の目的だったのだ。
変貌した士たちに追われて、大ショッカー基地を脱出したユウスケと夏海は小夜の元へ向かう。しかし小夜は自身を置いて次元を超える旅に出て行った兄を深く恨んでおり、その憎しみから大ショッカーの大神官ビシュムへと覚醒を遂げていた。そしてユウスケもまた小夜の持つ地の石の力によって禁断の闇をもたらすライジングアルティメットへと強制覚醒。優しい心を失い小夜＝ビシュムの操り人形へと変貌してしまう。残された夏海は、ディケイド（士）を信じた自分の判断は誤りだったのかと苦悩する。
自らの目的を果たし、居場所をようやく得たはずの士であったが、世界の崩壊は止まらない。実は世界の崩壊の原因がライダーであるというのは偽りであり、士の世界を渡る力を利用して大ショッカーが各世界に侵攻するための橋を作るのが大ショッカーの真の目的であった。そして各世界のライダーが倒されたことで用済みとみなされた士は月影に大首領の座を奪われ、大ショッカー基地より放逐される。何とか元の世界に帰還して光写真館に辿り着く士であったが、彼の行動により仲間を失い孤立した夏海の不信は大きく、彼女から拒絶されてしまう。大切な仲間や居場所も自身の過ちで失ったことに絶望した士は写真館から立ち去る。
そして、目論見どおりに邪魔者であるライダーたちを消し去った大ショッカーは、各世界へ侵攻を始める。光写真館も大ショッカーの侵略により破壊され、行き場を失った夏海は大ショッカーの攻撃から逃れるため、鳴滝と仮面ライダーディエンドこと海東大樹の助力によりさまざまな世界を逃亡し続けるが、遂に追い詰められてしまう。
そのころ、自暴自棄となった士の前に、かつて士の手により組織を放逐された男結城丈二が現れる。かつての彼は士に対して心から信頼と敬愛をしたものの、大ショッカーのやり方に反発し、それに激怒した士との戦いに敗れて追放され、それ以来長年に渡り士を抹殺するために各世界を放浪していた。結城は士の命を奪おうとするが、生きる力さえ失った士に失望し、叱咤して絶望から救い、その場を去った。
結城との出会いで立ち直れた士は自身の罪が消えないことを自覚しながらも、大ショッカーとの戦いを決意。大ショッカーに襲われた夏海とディエンドを救い、ようやく夏海からの信頼を取り戻す。そのままディケイドとディエンドは無数の怪人軍団に戦いを挑むが、当然たった2人だけでは太刀打ちできず、劣勢に追い込まれてしまう。
その時、次元の道が開き、各世界のライダーが世界の壁を超えて集結する。

## 登場人物
以下、本作品オリジナルのキャラクターのみ記述する。

### ディケイドの世界
門矢 小夜（）
士の妹で、物語の始まる1年前より異世界を巡る旅に出た士の帰りを待っていた。15歳。遡ること10年前に両親を亡くして以来、屋敷に引きこもるようになるが、内心に秘めていた「外へ出たい」という思いにより、次元の扉を開く能力を身につけていた。
兄を恋しがる一方で置いていかれたことによる恨みに思う気持ちもあり、その思いを月影に利用される。ディレクターズカット版でもその心情を窺わせる様子とそれに近づく月影の描写がある。後に士の説得によって改心し、自ら地の石を破壊した。全ての戦いが終わった後、自ら旅立つことを決意した。

大神官ビシュム
小夜が大ショッカーの幹部として目覚めた姿で、「予言の大神官」の異名を持つ。自身で戦闘する描写はなく、地の石から人間を洗脳する黒い光線を放ち、専ら仮面ライダークウガ ライジングアルティメットを遠隔操作して、ディケイドやライダーと戦わせる。
原典である『仮面ライダーBLACK』同様に白いケープをまとっている。
- 原典がマスクを顔に付けていたが、本作品では花嫁をイメージしており、ラインを強めにして大人っぽくキリッとしたメイクで、可愛いというより綺麗なイメージとなっている。

月影 ノブヒコ（） / シャドームーン
門矢家に仕える執事風の男性。『BLACK』や『RX』における秋月信彦とは別人。
詳細はシャドームーン#平成仮面ライダーシリーズ関連作品を参照。

## 大ショッカー
A.R.WORLDの仮面ライダーたちが戦ってきた悪の組織が、大同団結して結成された巨大な秘密結社。テレビシリーズで語られた「世界を繋ぐ橋」を渡っての全A.R.WORLD征服と、仮面ライダーの抹殺を目的としており、ライダートーナメントによってライダーの同志討ちを謀る。A.R.WORLDを渡り、そこで活動している悪の組織を傘下に取り込むことで勢力を拡大させている。本作品の公開に先駆けてテレビシリーズ終盤にも登場し、アポロガイストを中心に暗躍している。
ライダートーナメント終結を機に、全A.R.WORLDへの世界征服計画を本格的に押し推めるが、ディケイドを初めとするオールライダーたちの活躍によって野望を阻止される。
双頭の鷲をモチーフとした紋章にはDCDの文字が記されている。詳細については言及されていないが「大ショッカーオリジナル」という銘柄のビールも存在し、作中では死神博士と地獄大使が仲良く飲んでいる描写も存在する。
大首領（）
- 門矢士 / 仮面ライダーディケイド
- 月影ノブヒコ / シャドームーン

大幹部
- 光栄次郎 / 死神博士 / イカデビル
- 地獄大使 / ガラガランダ
- ジャーク将軍
- 月影ノブヒコ / シャドームーン
- キングダーク

怪人
本作品ではショッカーからファンガイアまでの昭和・平成の様々な怪人たちによって怪人軍団が組織されており、大幹部の指揮の元で破壊活動に従事する。軍団の中には原典では首領・幹部クラスの者もいるが、本作品では作中で幹部として扱われている者以外は概ね戦闘員のような立ち位置であり、複数体登場しながら徒党を組んで活動する。
オリジナルキャラクターではない登場怪人については仮面ライダーシリーズ登場怪人一覧を参照。
戦闘員
ショッカー骨戦闘員並びデストロン戦闘員が大ショッカー戦闘員として登場。詳しくはショッカー戦闘員を参照。

## 関連用語・舞台
ディケイドの世界
- 光写真館の絵：門矢家の洋館
- 門矢士の役割：大ショッカーの大首領

士の出身の世界。ただしディケイドが活動している世界でないため、メディアによっては「士の世界」、「オールライダー対大ショッカーの世界」と表記されることもある。

ライダートーナメント
ディケイドの世界において、全ての世界のライダーがそれぞれの世界を守るために行ったライダー同士の戦い。大ショッカーのアジトが地下深くに隠されている闘技場において、オーロラカーテンに通じて様々な場所に移動して戦いを行う。
基本は1対1のシングルマッチだが、決勝戦では3対3のチーム戦が行われる。

地の石
小夜が小さいころに父親から渡された、五角形の紫色の石。普段はペンダントとして首から提げている。
「究極の闇」と呼ばれる力が備わっており、ユウスケをライジングアルティメットへと変身させたのも、この石から放たれた黒い光線による洗脳の効果によるものである。
原典の『仮面ライダーBLACK』にも、大神官ビシュムが所持する同名の石が存在している。

## キャスト
- 門矢士 - 井上正大
- 小野寺ユウスケ - 村井良大
- 光夏海 - 森カンナ
- 海東大樹 - 戸谷公人[注釈 4]
- 門矢小夜 - 荒井萌
- 月影ノブヒコ - 大浦龍宇一
- 10歳の士 - 市川理矩
- 5歳の小夜 - 石井萌々果
- 結城丈二 - GACKT
- 鳴滝 - 奥田達士
- 津上翔一 - 賀集利樹（友情出演） 『仮面ライダーアギト』
- 南光太郎 - 倉田てつを（友情出演） 『仮面ライダーBLACK RX』『仮面ライダーBLACK』
- 地獄大使 - 大杉漣
- 光栄次郎 / 死神博士 - 石橋蓮司

### 声の出演
- 翔太郎 - 桐山漣 『仮面ライダーW』
- フィリップ - 菅田将暉 『仮面ライダーW』
- 仮面ライダー王蛇 - 萩野崇 『仮面ライダー龍騎』
- 仮面ライダーキックホッパー - 徳山秀典 『仮面ライダーカブト』
- モモタロス - 関俊彦 『仮面ライダー電王』
- アナウンス - マーク・大喜多
- キバーラ - 沢城みゆき
- アマゾン、イカデビル - 関智一
- X、ガラガランダ - 鈴村健一
- 1号 - 稲田徹
- 2号 - 藤本たかひろ
- V3 - 田中大文
- スーパー1 - 根本幸多
- 大村亨、穴井勇輝、坂倉徹
- 仮面ライダーイクサ[7]、ショッカー戦闘員[7] - 丹野宜政
- ZX[8]、その他[8] - 吉野正裕
- SATOSHI
- ジャーク将軍 - 加藤精三 『仮面ライダーBLACK RX』

### スーツアクター
- ディケイド[9][10]、W[9][10]、スカイライダー[11]、仮面ライダーX[11]、ライダーマン[11]、仮面ライダーV3[11]、仮面ライダー電王[12]、モモタロス[13] - 高岩成二
- ディエンド[9][14]、仮面ライダーキバ[14]、仮面ライダーアマゾン[15]、仮面ライダー2号[15] - 永徳
- BLACK[9][16]、RX[9][16]、イクサ[9]、仮面ライダーストロンガー[17][16]、仮面ライダーZX[18][16]、仮面ライダースーパー1[18]、シャドームーン[18]、イカデビル[18]、仮面ライダー王蛇[18]、仮面ライダーJ[18] - 岡元次郎
- クウガ[9]、他[9] - 富永研司
- V3[9]、X[9]、アマゾン[9]、仮面ライダー響鬼[12] - 伊藤慎
- 1号[9]、スーパー1[9]、仮面ライダーディケイド[12] - 渡辺淳
- ジャーク将軍[9] - 横山一敏
- ジャパンアクションエンタープライズ
  - おぐらとしひろ
  - 永瀬尚希
  - 竹内康博
  - 押川善文
  - 塚田知紀
  - 仮面ライダーカブト[12]、仮面ライダーブレイド[12]、仮面ライダーシン[12] - 金田進一
  - 仮面ライダースーパー1[12]、仮面ライダーZX[12] - 佐藤太輔
  - 伊藤教人
  - 高田将司
  - ガラガランダ[19] - 横田遼
  - 的場耕二
  - 清家利一
  - 高橋光
  - 藤榮史哉
  - 渡邉昌宏
  - 澤江晃史
  - 石井靖見
  - 山崎圭太
  - 浅井宏輔
  - 藤田慧
  - 高橋玲
  - 神尾直子
  - 橋本恵子
  - 平木ひとみ
  - 小野友紀
  - 橋口未和
  - 五味涼子
  - 花川仁教
  - 村岡友憲
  - 森村修一
  - 佐藤義夫
  - 蔦宗正人
  - 玄也
  - 村井亮
  - 内川仁朗
  - 遠藤誠
  - 福井理沙
  - 竹中寛幸
  - 細川晃弘
  - 白井康貴
  - 福住咲希
  - 岡田貴善[注釈 5]
- レッドアクションクラブ
  - 福沢博文
  - 中村博亮
  - 菊地雄人
  - 金子起也
  - 大穂恭平
  - 斉藤由奨
  - 大曽根敬大
  - 田中大登
  - 末永博志
  - 松本直也
  - 岡部暁
  - 関谷健利
  - 西辻正樹
- アルカディア
  - 染川達
  - 下唐湊洋輔
  - 野上辰也
  - 吉田隆
  - 中島厚也
  - 嶺元泰志
  - 隈元泰志
  - 田中隆
  - 須藤博章
  - 羽賀聖
- BOS
  - 安藤道泰
  - 安永晃
  - 白尾聡洋
  - 相馬絢也
  - 山本諭
  - 板垣克
  - 松上順也
  - 灘明夫
  - 谷村佑司
  - 白濱孝次
  - 稲留正樹
  - 猪俣浩之
  - 泉恭平
  - 丸山貢治
- ワイルドスタント
  - 井上象策
  - 山川浩之
  - 齋藤真矢
  - 中村覚司
  - 安藤広郎
  - 杉田大吾
  - 大野智文
  - 富江洋平
  - 藤堂敦
  - 佐藤幹
  - 近藤孝宜
  - 下尾浩章
- TAC
  - 門脇大輔
  - 斉藤信矢
  - 松浦俊秀
  - 原隆行
  - 下浩章
  - 沢村恭輔
- AAC
  - 佐々木俊宜
  - 富田稔
- スタントジャパン
  - 福田雄介
  - 松浦俊秀
  - 井原多生
  - 尾崎一彦
  - 鈴木有史
  - 白井悟
  - 石川賢二
  - 金谷友太
- アーバンアクターズ
  - 江藤大我
  - 門脇亨
  - 田中尋之
  - 高山晃欣
- 演劇集団I&T
  - ライダーマン[20] - 岩井潤一
  - 佐藤慎也
  - 願羽マサル
  - 世名圭吾
  - 大内貴弘
  - 丹野宜政
  - 片山健
  - 佐々井隆史
  - 谷口洋行
  - 二階堂裕之
  - 加藤勉
- CHARA BROS
  - 安藤裕樹
  - 田井和彦
  - 柴田愛之助
  - 矢野平裕
  - 川本耕史
  - 岩佐郁男
  - 鷹波亮
  - 池田篤
  - 武田健児
  - 植草美帆
  - 村上健一
  - 山口正人
  - 石上亮
  - 中地健太郎
  - 大田寿
  - 輪島貴史
  - 久松功
  - 田口いずみ
  - 松井健太郎
- 西沢グループ
  - 西沢智治
  - 小林浩一
  - 渡瀬一葉
  - 高橋暁
  - 和方五郎
- セーフティー
  - 白井雅士
  - 森丘一舟
  - 丸山銀也
  - 五十嵐勝平
  - 松澤翔
  - 坂井力
  - 中沢まさとも
  - 柄沢功
  - 目黒圭一
  - 野原仁嗣
  - ショッカー戦闘員[21] - 小西克幸
  - 近藤浩徳
  - 飯干隆子
  - 永島かおり
  - 土居伸之
  - 高野慎平

## スタッフ
- 原作 - 石ノ森章太郎（石森章太郎プロ）
- 脚本 - 米村正二
- 音楽 - 鳴瀬シュウヘイ、中川幸太郎
- 製作 - 鈴木武幸（東映）、亀山慶二（テレビ朝日）、高橋浩（東映アニメーション）、
- 企画 - 中曽根千治（東映）、梅澤道彦（テレビ朝日）、日達長夫（東映ビデオ）、篠田芳彦（アサツー ディ・ケイ）、松田英史（東映エージエンシー）、竹中一博（バンダイ）
- エグゼクティブプロデューサー - 杉山登（テレビ朝日）
- 撮影 - いのくままさお
- 照明 - 斗沢秀
- 美術 - 大嶋修一
- 録音 - 和久井良治
- 編集 - 須永弘志
- 整音 - 曽我薫
- 助監督 - 伊藤良一
- スクリプター - 森永恭子
- 進行主任 - 本間隆廣
- アクション監督代理 - おぐらとしひろ
- ピアノ指導 - 宮津まり子
- ピアノ吹替 - 赤澤真由子
- プロデュース補 - 郷田龍一
- キャラクターデザイン - 早瀬マサト（石森プロ）、PLEX
- ライダーマンデザイン - 雨宮慶太
- キングダークデザイン - 出渕裕
- ビシュムデザイン/造型 - 竹田団吾
- 造型 - レインボー造型企画、ブレンドマスター
- 絵コンテ/ロゴデザイン - なかの★陽
- 仮面ライダーW
  - 演出協力 - 田﨑竜太
  - プロデュース協力 - 塚田英明
- プロデュース - 白倉伸一郎、武部直美、和佐野健一、梶淳（テレビ朝日）
- 特撮監督 - 佛田洋
- アクション監督 - 宮崎剛（ジャパンアクションエンタープライズ）
- 『ディケイド・シンケンジャー』製作委員会（東映、テレビ朝日、東映アニメーション、東映ビデオ、アサツー ディ・ケイ、東映エージエンシー、バンダイ）
- 監督 - 金田治

## 主題歌
「The Next Decade」
作詞 - 藤林聖子 / 作曲・編曲 - Ryo / 歌 - GACKT
CD同梱DVDのPVでは、映画同様にGACKTが結城丈二役として登場している。何者かを探すお尋ね者として登場し、映画と同様の台詞をBARで出逢った少年（演：大野瑞生）に言い残している。なお、結城丈二が探していた人物は劇場版の作中で明らかにされる。

## 映像ソフト化
- We Love Rider!!‐「劇場版 仮面ライダーディケイド オールライダー対大ショッカー」メイキング（DVD1枚組、2009年7月21日発売）
  - 撮影風景のドキュメンタリー、スタッフやキャストのインタビューを収録。
- ネット版 仮面ライダーディケイド オールライダー超スピンオフ（DVD1枚組、2009年12月11日発売）
  - スピンオフネットムービー全30話を収録
  - 映像特典
    - 鈴村健一×奥田達士 スペシャルインタビュー
    - 陳情! 仮面ライダータックル!! 完全版
    - 変身! アマゾンは男を見せろ!! 完全版
    - PR集
- 劇場版 仮面ライダーディケイド オールライダー対大ショッカー 通常版（1枚組、2010年1月21日発売、Blu-ray / DVDでリリース）
  - 本編：劇場公開版本編を収録
  - 映像特典
    - TRAILER
- 劇場版 仮面ライダーディケイド オールライダー対大ショッカー コレクターズパック（3枚組（初回生産分のみ4枚組）、2010年1月21日発売、Blu-ray / DVDでリリース）
  - ディスク1：本編ディスク（通常版と共通）
  - ディスク2：特典DVD1
    - 劇場版 仮面ライダーディケイド オールライダー対大ショッカー MAKING補完版 We Love Rider!!

  - ディスク3：特典DVD2
    - 製作発表
    - 大ショッカー党結党集会
    - 完成披露試写会舞台挨拶
    - 公開初日舞台挨拶
    - TV SPOT
    - DATA FILE
    - POSTER GALLERY

  - 初回限定特典
    - ディスク4：特典DVD3
      - 『仮面ライダー主題歌全集 仮面ライダー〜仮面ライダーBLACK RX』

    - 特製スリーブケース
- 劇場版 仮面ライダーディケイド オールライダー対大ショッカー ディレクターズカット版（DVD1枚組、2010年6月21日発売）
  - 本編：未公開エピソードや追加バトルシーンを約13分収録し再編集[22]、エンディングロールだったシーンをストーリーに復活させた本編を収録
  - 音声特典
    - オーディオコメンタリー（監督：金田治）

  - 初回限定特典
    - 平成仮面ライダー10周年シート <FILE10> / <FILE11>

## 評価
全国345スクリーンで公開され、2009年8月8・9日の初日2日間で興収4億7,747万9,400円・動員39万9,779人を記録し、映画観客動員ランキング（興行通信社調べ）で初登場第1位を獲得した。最終興行収入は19億円を記録した。

## ネットムービー

### オールライダー超スピンオフ
『ネット版 仮面ライダーディケイド オールライダー超スピンオフ』（ネットばん かめんライダーディケイド オールライダースーパースピンオフ）。2009年7月17日より同年11月30日までPCおよびケータイで有料動画配信された全30話の番外編シリーズ。後述する複数のシリーズによって構成され、各話とも劇場版の本編とは打って変わった楽屋落ち・スーツアクターネタを多用したコミカルな内容のショートムービーとなっている。
有料配信終了後も、YouTubeの「東映特撮 YouTube Official」にて2011年8月から2014年8月、2016年9月13日から2017年1月3日まで、2018年10月2日から2019年1月22日、2020年5月23日から9月12日まで全30話が無料配信されたほか、2022年1月1日より再配信が行われている。
『ネット版 仮面ライダー裏キバ 魔界城の女王』がパソコンからではなく、携帯からのアクセス数が上回っていたため、携帯で観ても楽しめるよう、手軽に見られるように1話完結のスタイルとなっている。また、携帯で観る人を想定して最低限のポイントや台詞で文字スーパーを入れている。

#### キャスト（超スピンオフ）
- 門矢士 / 仮面ライダーディケイド - 井上正大
- 光夏海 - 森カンナ
- 小野寺ユウスケ - 村井良大
- 海東大樹 / 仮面ライダーディエンド - 戸谷公人
- 電波人間タックル（スーツアクター） - 小野友紀
- ZXの声 - 野島健児
- 実況アナ - 太田真一郎
- ナレーション - マーク・大喜多
- その他の出演 - 高岩成二[注釈 6]、岡元次郎、富永研司、永徳[注釈 7]、渡辺淳、伊藤慎、福沢博文、押川善文、小野友紀（ジャパンアクションエンタープライズ）
- 実況 - 鈴村健一
- 解説・鳴滝 / 大田原正一郎 / 細山田マサユキ / 寺林ハマグリ / 郡山郡司 / 神田川優男 / たいら一平 - 奥田達士

#### スタッフ（超スピンオフ）
- 原作 - 石ノ森章太郎（石森章太郎プロ）
- 脚本 - 古怒田健志、白倉伸一郎、武部直美、和佐野健一
- 助監督 - 伊藤良一
- 撮影 - 倉田幸治
- Bキャメラ - 織田猛
- VE - 佐々木基成
- 照明 - 鈴木岐彦
- 録音 - 堀江二郎
- スクリプター - 柿崎徳子
- 撮影応援 - いのくままさお
- 協力 - バンダイ、講談社、小学館
- 撮影協力 - セブン-イレブン、埼玉高速鉄道株式会社
- 美術協力 - ハーレー株式会社
- 車両協力 - ホンダ、クリエイティブ・オフィス ヤップ
- 監督 - 柴﨑貴行
- 制作 - 「ディケイド」ネットムービーパートナーズ（東映・テレビ朝日）

#### サブタイトル・内容
「陳情!」シリーズ
- 「陳情! 仮面ライダータックル」 - 仮面ライダーストロンガーがタックルを仮面ライダーに認定するよう東映本社に陳情する話。
- 「陳情! 真・仮面ライダー第1章!!」 - 仮面ライダーシンが『真・仮面ライダー 序章』の本編を制作するよう東映本社に陳情する話。
- 「陳情! ディエンド超マシン伝説!!」 - 仮面ライダーディエンドが自分の専用マシンが欲しいと東映本社に陳情する話。
- 「陳情! デネブだってソフビがほしい!!」 - デネブが自分のソフビ人形を発売して欲しいと陳情しようとする話。

「チェック!」シリーズ
各サブタイトルの仮面ライダーのデザインに関する話。
「実録! ディケイドの仮面をあばけ!!」
ディケイドのマスクに関する話。
「運動会!」シリーズ
7人のスーツアクターが、お気に入りの仮面ライダーのスーツを着てリアルに短距離走を行う話。
「どれだ!」シリーズ
各サブタイトルのスーツアクターが演じたライダー5体のうちどれを演じているか当てるクイズ。
「クイズ!」シリーズ
- 「クイズ! 1号ライダーを見分けろ!!」 - 1号と2号の判別方法に関するクイズ。
- 「クイズ! 武器ライダー秘密のかたみ!!」 - 武器を使ったライダーに関するクイズ。
- 「クイズ! 見たか、乗ったぞ体重計!!」 - 歴代平成仮面ライダーのスーツの中で、どれが一番重いのかを当てるクイズ。
- 「クイズ! そっくりさんライダー現る!!」 - 似ている3人のライダーについてのクイズ。
- 「クイズ! ライダー乗り物大作戦!!」 - バイク以外のマシンに乗ったライダーに関するクイズ。
- 「クイズ! ディケイドを数えろ!!」 - ディケイドは仮面ライダー何号なのかを数えるクイズ。

「変身!」シリーズ
各サブタイトルの仮面ライダーの変身ポーズに関する話。
| 話 | サブタイトル                                                                | 配信日                   | 登場仮面ライダー 登場怪人 |
| -- | --------------------------------------------------------------------------- | ------------------------ | --- |
| 1  | 陳情! 仮面ライダータックル                                                  | 2009年7月24日 第2回配信  | - ストロンガー - 電波人間タックル |
| 2  | 陳情! 真・仮面ライダー第1章!!                                               | 7月17日 第1回配信        | - シン |
| 3  | 陳情! ディエンド超マシン伝説!!                                              | 7月31日 第3回配信        | - ディケイド - ディエンド |
| 4  | 陳情! デネブだってソフビがほしい!!                                          | 8月7日 第4回配信         | - デネブ |
| 5  | チェック! ファイズVS辛口ジョーズ!!                                          | 8月14日 第5回配信        | - ファイズ |
| 6  | チェック! キバVS小悪魔カボチャ!!                                            | 8月7日 第4回配信         | - キバ キバフォーム |
| 7  | チェック! 響鬼のお役立ちマジョーラ!!                                        | 7月31日 第3回配信        | - 響鬼 - 威吹鬼 - 轟鬼 - カブト ライダーフォーム - 電王 ソードフォーム |
| 8  | チェック! 電王ベルトはゆるTくまT?!                                          | 7月24日 第2回配信        | - 電王 ソードフォーム |
| 9  | チェック! ピンクの逆襲、ディケイドSOS!!                                     | 7月17日 第1回配信        | - ディケイド - ディエンド |
| 10 | 実録! ディケイドの仮面をあばけ!!                                            | 7月24日 第2回配信        | - ディケイド - イカデビル |
| 11 | ガチ! 平成ライダー運動会!! 嵐の前編 ガチ! 平成ライダー運動会!! 涙の後編     | 8月21日 第6回配信 前後編 | - クウガ マイティフォーム （富永研司） - ブレイド（岡元次郎） - 電王 ソードフォーム （渡辺淳） - 響鬼（伊藤慎） - ディケイド（高岩成二） - キバ キバフォーム（永徳） - ショッカー戦闘員（骨戦闘員） |
| 12 | ガチ! 昭和ライダー運動会!! 疾風の前編 ガチ! 昭和ライダー運動会!! 怒涛の後編 | 8月28日 第7回配信 前後編 | - アマゾン（富永研司） - ストロンガー（永徳） - V3（伊藤慎） - BLACK（岡元次郎） - 1号（渡辺淳） - ライダーマン（高岩成二） - ショッカー戦闘員（骨戦闘員）                                          |
| 13 | どれだ! 高岩成二 恐怖の正体?                                                | 7月17日 第1回配信        | - ディケイド - カブト ライダーフォーム - 龍騎 - ファイズ - 電王 ソードフォーム |
| 14 | どれだ! 永徳 8くんにご用心?                                                 | 7月31日 第3回配信        | - キックホッパー - レイ - サガ - ディエンド - 電王 ロッドフォーム |
| 15 | どれだ! 岡元次郎 必殺ダイエット!!                                           | 8月7日 第4回配信         | - BLACK - 王蛇 - レンゲル - イクサ バーストモード - コーカサス |
| 16 | どれだ! 渡辺淳 チャイルドXの正体は?                                         | 8月14日 第5回配信        | - 轟鬼 - サソード - ライダーフォーム - マスクドフォーム - ダークカブト ライダーフォーム - 1号 |
| 17 | どれだ! 富永研司 美尻の復しゅう!!                                           | 8月21日 第6回配信        | - クウガ - マイティフォーム - ペガサスフォーム - ドラゴンフォーム - タイタンフォーム - アルティメットフォーム                                                                                       |
| 18 | クイズ! 1号ライダーを見分けろ!!                                             | 7月31日 第3回配信        | |
| 19 | クイズ! 武器ライダー秘密のかたみ!!                                          | 8月7日 第4回配信         | |
| 20 | クイズ! 見たか、乗ったぞ体重計!!                                            | 8月28日 第7回配信        | - クウガ マイティフォーム - アギト グランドフォーム - 龍騎 - ファイズ - ブレイド - 響鬼 - カブト ライダーフォーム - 電王 ソードフォーム - キバ キバフォーム - ディケイド                            |
| 21 | クイズ! そっくりさんライダー現る!!                                          | 8月28日 第7回配信        | |
| 22 | クイズ! ライダー乗り物大作戦!!                                              | 7月24日 第2回配信        | |
| 23 | クイズ! ディケイドを数えろ!!                                                | 7月24日 第2回配信        | - ZX |
| 24 | 変身! 1号ライダーはカメラをにらめ!!                                         | 7月17日 第1回配信        | - ディケイド - 1号 |
| 25 | 変身! アマゾンは男を見せろ!!                                                | 7月31日 第3回配信        | - ディケイド |
| 26 | 変身! クウガは忍風を吹かせるな!!                                            | 8月14日 第5回配信        | - ディケイド |
| 27 | 変身! 龍騎はカットを変えろ!!                                                | 8月21日 第6回配信        | - ディケイド - 龍騎 - 王蛇 - リュウガ |
| 28 | 変身! 電王はラッシュアワーを避けろ!!                                        | 7月17日 第1回配信        | - ディケイド - 電王 ガンフォーム |
| 29 | 変身! ディケイドはカードを折るな!!                                          | 8月7日 第4回配信         | - ディケイド |
| 30 | チェック! Wの激チェン着回しテク!!                                           | 9月4日 第8回配信         | - W - サイクロンジョーカー - ヒートジョーカー - ヒートメタル |

### オールライダー対しにがみ博士
『仮面ライダーディケイド オールライダー対しにがみ博士』は、セブン-イレブンで2009年8月1日 - 8月31日（応募締切は9月2日まで）までの『仮面ライダーディケイドプレゼントキャンペーン』での限定ムービー。プロローグ映像と本編の2部構成で、本編は動画とFLASHを組み合わせて画面全体を使った戦いが行われる。プロローグでは死神博士が率先して作戦を行っているが、本編映像ではフレーム外にイカデビルが登場するのみになっている。
対象商品700円分のレシートを一口として応募すると、応募者抽選で50,000名に限定プレミアカードが当たり、記載されたアドレスにシリアルナンバーを入力することで限定ムービーが観ることができる。携帯ではダイジェスト版が配信される。8月1日にはプロローグ映像も配信。映画『オールライダー対大ショッカー』は、『仮面ライダー対ショッカー』を意識したタイトルであったが、こちらは、『仮面ライダー対じごく大使』を意識したものとなっている。
キャンペーン終了に伴い配信も終了、映像ソフト化の予定は発表されていない。
Web版オリジナルとして通常のコンプリートフォームと異なる、ヒストリーオーメントには昭和のライダーのカードが並ぶ仮面ライダーディケイドのコンプリートフォームが登場した。一瞬変身したのみですぐに変身が解けてしまったため、能力は使用していない。

#### あらすじ
死神博士によって占領され前進基地にされたセブン-イレブン。ライダーたちは集合し各地で戦うもシャドームーンらの前に次々と捕らえられてしまう。遂にユウスケただ1人になってしまったライダーたちに勝機はあるのか。

#### キャスト（しにがみ博士）
- 門矢士 / 仮面ライダーディケイド - 井上正大
- 小野寺ユウスケ / 仮面ライダークウガ - 村井良大
- 海東大樹 / 仮面ライダーディエンド - 戸谷公人
- 光栄次郎 / 死神博士 - 石橋蓮司
- 仮面ライダー1号の声 - 稲田徹
- 仮面ライダーV3の声 - 田中大文
- ライダーマンの声 - 丹野宜政[7]
- ショッカー戦闘員（骨戦闘員）の声 - 丹野宜政[7] 他
- シャドームーンの声 - てらそままさき 『仮面ライダーBLACK』

#### スタッフ（しにがみ博士）
- 監督 - 柴﨑貴行
- アクション監督代理 - 永徳
- 脚本・プロデュース - 白倉伸一郎
- プロデュース - 武部直美、和佐野健一

#### 登場人物（しにがみ博士）
プロローグ編・本編 共通
- 仮面ライダーディケイド / 門矢士
- 仮面ライダーディエンド / 海東大樹
- 仮面ライダークウガ / 小野寺ユウスケ
- 仮面ライダー1号
- ショッカー戦闘員（骨戦闘員）
- イッタンモメン
- ウブメ

プロローグ編
- 仮面ライダーストロンガー
- 仮面ライダーBLACK
- 仮面ライダーファイズ
- 仮面ライダーカブト
- 仮面ライダー電王
- 死神博士 / 光栄次郎

本編
- 仮面ライダーV3
- ライダーマン
- 仮面ライダーアマゾン
- 仮面ライダーシン
- 仮面ライダー龍騎
- 仮面ライダーブレイド
- 仮面ライダー響鬼
- 仮面ライダーキバ
- シャドームーン
- 十面鬼 ユム・キミル

本編 動画フレーム外
- イカデビル
- キングダーク
- 仮面ライダーアギト
- 仮面ライダーBLACK RX
- 仮面ライダースーパー1

## 特別番組
本作品の劇場公開を記念しての特別番組。
栄光の昭和ライダーに会いたい!
2009年8月2日にテレビ朝日で放映。『映画 仮面ライダー電王 俺、誕生!&栄光の昭和ライダーに会いたい!』と題して、『電王』の劇場版第1作（ノーカット版）とともに放映された。公開前日の8月7日にも編集版が再放映された。
リポーター井森美幸、杉村潤（SF革命）。リポーターとライダーを演じた俳優との対談番組。
ゲストは、藤岡弘、、佐々木剛、宮内洋、荒木しげる、菅田俊、倉田てつを。
平成から昭和まで! 仮面ライダー大集合!!
2009年8月8日にテレビ朝日で放映。
2009年9月に、スカパー!e2・テレ朝チャンネルにて放送。
土田晃之司会。井上正大、加藤夏希、ふかわりょう、杉村潤（SF革命）とのトーク番組。ディケイドがメインのはずだが仮面ライダーシンが最後までネタにされていた。また同日放映の『SmaSTATION!!』でも、GACKTをゲストに迎えて特集が組まれた。

## 関連イベント
- 大ショッカー党の選挙演説 - 2009年7月28日、本作品の公開を記念して、アーバンドック ららぽーと豊洲にて記念イベントが開催された。内容は、地獄大使と死神博士による「大ショッカー党の選挙演説」である。なお、このイベントの最中、「地獄大使が喉を潰す」「死神博士が相棒の地獄大使の名前を忘れる」というハプニングが発生。地獄大使は大衆の前で「野望は世界征服!　そして穏やかな老後……」と発言して笑いを誘った。
- 東京メトロ2009夏の陣 劇場版仮面ライダーディケイド スタンプラリー - 2009年7月18日から8月23日までの間、東京メトロで記念スタンプラリーが行われた。
- ガンバリーグカードバトル試写会 - 劇場公開記念として仮面ライダーバトル ガンバライドの大会イベント。7月に全国でエントリーバトル、8月に5会場で試写会に合わせエキシビジョンバトルが行われた。
- 仮面ライダーワールド2009 - 2009年8月1日よりさいたまスーパーアリーナおよびNTTクレドホールで行われたステージショー。

## 漫画版
テレまんがヒーローズ2009年夏号に漫画版が掲載。漫画は藤沢真行。ほぼ映画前半の展開に沿った内容だが、いくつか違いも見られる。おまけ漫画として『モモタロス爆笑劇場リターンズ!!』も掲載。なお、コミックス（藤沢が同じく執筆した『超・電王』と同時収録）では後半以降の展開も描き下ろしで収録されている。

## 宣伝CM
- 映画宣伝CMではショッカー戦闘員が本作品を鑑賞し、興奮や感涙するなど作品を盛り上げていた。ショッカー編の宣伝スポットは4種類である。

## 他媒体展開

### 他映画
『仮面ライダー×スーパー戦隊 スーパーヒーロー大戦』（2012年4月21日公開）
仮面ライダーシリーズとスーパー戦隊シリーズのクロスオーバー作品。本作品同様、門矢士 / 仮面ライダーディケイドが大ショッカーの大首領として再登場。
同作品では、士が敵側の目的を探るためにわざと大首領の座に就いており、本作品とは逆に士が大ショッカーを利用するという図式となっている。

### 小説
『S.I.C. HERO SAGA』
著：早瀬マサト
「MASKED RIDER DECADE -ストロンガーの世界-」
『仮面ライダーディケイド』と『仮面ライダーストロンガー』のクロスオーバー作品であるジオラマ小説。本作品からは仮面ライダークウガ ライジングアルティメット（ダークアイVer.）が登場。
「MASKED RIDER DECADE -オーズの世界-」
『仮面ライダーディケイド』と『仮面ライダーオーズ/OOO』のクロスオーバー作品であるジオラマ小説。本作品からは仮面ライダークウガ ライジングアルティメット（レッドアイver.）が登場。
作中の会話から、本作品でディエンドが使用した仮面ライダーJのライダーカードは紛失したことが明示されている。